# Marcel Cabiddu
Marcel Cabiddu, d'origine sarde, né le 10 février 1952 à Wingles (France), et mort dans la même ville le 13 janvier 2004, est un homme politique français.

## Biographie
Marcel Cabiddu est élu député le 16 juin 2002, pour la XIIe législature (2002-2007), dans la 11e circonscription du Pas-de-Calais. Il fait partie du groupe socialiste. Atteint par le diabète qui le handicapait lourdement, il décide de mettre fin à ses jours et il est remplacé le 20 janvier 2004 par Odette Duriez, sa suppléante.

## Mandats
- 20 mars 1977 - 12 mars 1983 : adjoint au maire de Wingles (Pas-de-Calais)
- 21 mars 1982 - 1er octobre 1988 : membre du conseil général du Pas-de-Calais
- 14 mars 1983 - 12 mars 1989 : maire de Wingles
- 2 octobre 1988 - 27 mars 1994 : membre du conseil général du Pas-de-Calais
- 20 mars 1989 - 18 juin 1995 : maire de Wingles
- 27 mars 1994 - 18 mars 2001 : membre du conseil général du Pas-de-Calais
- 27 mars 1994 - 26 mars 1998 : vice-président du conseil général du Pas-de-Calais
- 25 juin 1995 - 18 mars 2001 : maire de Wingles
- 1er juin 1997 - 18 juin 2002 : député du Pas-de-Calais
- 27 mars 1998 - 18 mars 2001 : vice-président du conseil général du Pas-de-Calais
- 18 mars 2001 - 13 janvier 2004 : maire de Wingles (remplacé par Gérard Dassonvalle, son 1er adjoint)
- 18 juin 2002 - 13 janvier 2004 : député du Pas-de-Calais